# Phorbia fumigata
Phorbia fumigata är en tvåvingeart som först beskrevs av Johann Wilhelm Meigen 1826.  Phorbia fumigata ingår i släktet Phorbia och familjen blomsterflugor. Arten är reproducerande i Sverige. Inga underarter finns listade i Catalogue of Life.

## Bildgalleri

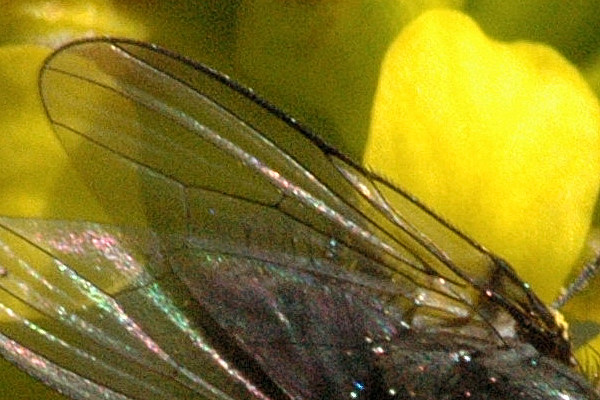
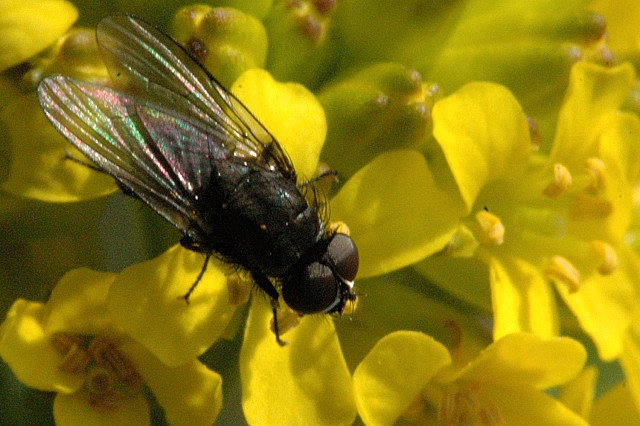
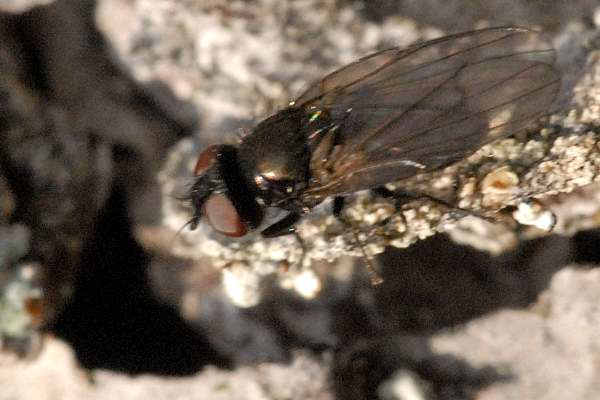